# Polens flagga
Polens flagga antogs den 1 augusti 1919. Rött och vitt har använts som polska färger sedan 1200-talet, och fastställdes officiellt som nationalfärger 1831. Den nuvarande flaggan infördes i samband med Polens självständighet 1918, men användes under uppror redan på 1830-talet.
Under den kommunistiska perioden mellan 1945 och 1989 användes samma flagga som idag, även om den officiella tolkningen av den röda färgen sades vara socialismen. En ny demokratisk regering bekräftade flaggans ställning som nationalsymbol 1992.
Polen har även en annan flagga som används som stats- och handelsflagga. Denna flagga är i grunden likadan som den vanliga fast med tillägg av Polens statsvapen i det vita fältet. Örlogsflaggan liknar statsflaggan men är dessutom tvåtungad.

## Design

Horisontell och vertikal visning av Republiken Polens färger.

### Färger

En inofficiell konstruktion av flaggan med vapen, baserat på specifikationer i polsk lag.

| Färg                          | Färg | x     | y     | Y    | ΔE  |
| ----------------------------- | ---- | ----- | ----- | ---- | --- |
|                               | Vit  | 0.315 | 0.320 | 82.0 | 4.0 |
|                               | Röd  | 0.570 | 0.305 | 16.0 | 8.0 |
| Illuminant C, mätgeometri d/0 |      |       |       |      |     |

## Maritima flaggor

Örlogsflagga
Örlogsgös
Flottans hjälpfartyg
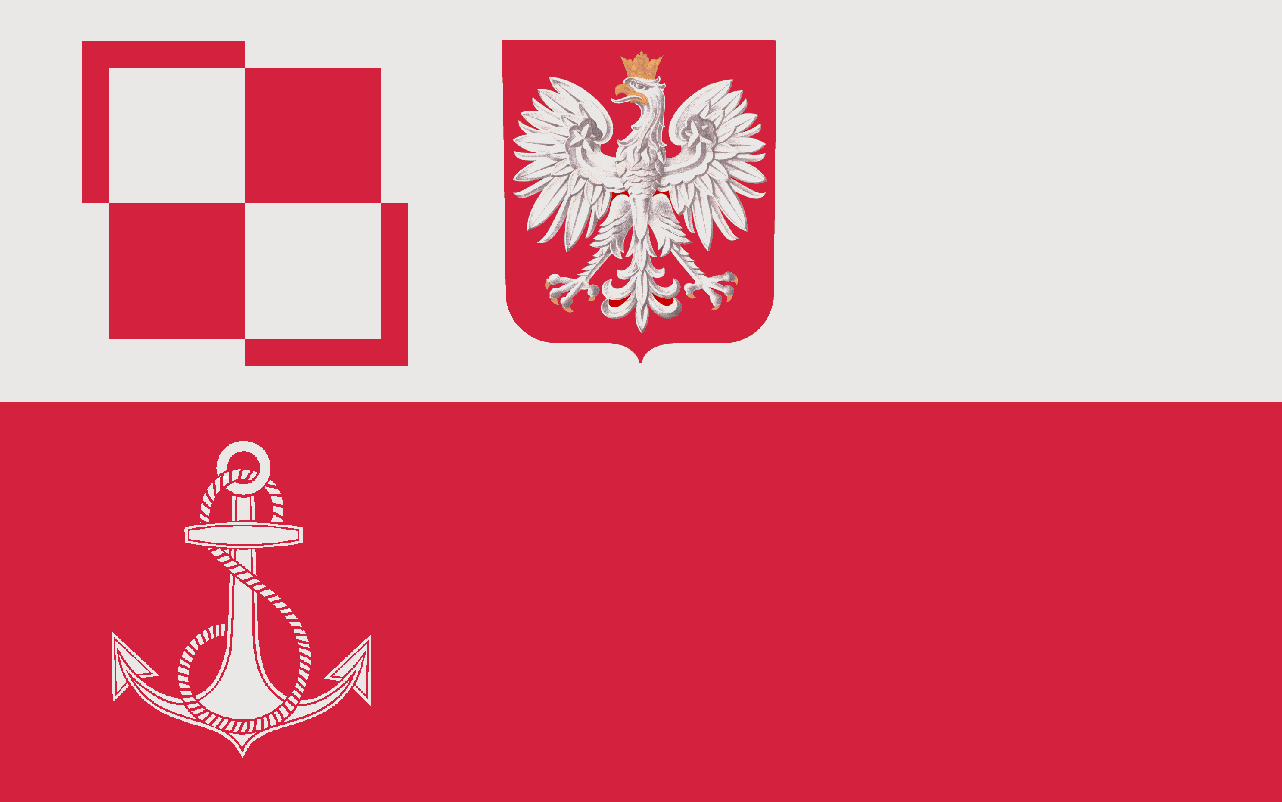
Flagga för marinflygbaser
Gränsbevakningens flagga
Statsflagga till sjöss och handelsflagga
Tullväsendets fartyg (förs tillsammans med statsflaggan)
Inrikes sjöfart

## Vojvodskapens flaggor
Var och en av Polens 16 vojvodskap har en egen flagga.

Ermland-Masurien
Kujavien-Pommern
Lillpolen
Łódź
Lublin
Lubusz
Masovien
Nedre Karpaterna
Nedre Schlesien
Opole
Podlasien
Pommern
Schlesien
Storpolen
Święty Krzyż
Västpommern